# Bórynia
Bórynia (ucraniano: Бо́риня) es un asentamiento de tipo urbano de Ucrania perteneciente al raión de Turka en la óblast de Leópolis.
En 2018, la localidad tenía 1404 habitantes.
En la zona se han hallado monedas romanas de la época de Trajano. Se conoce la existencia de la localidad desde el año 1552, cuando se menciona como una propiedad adquirida por la familia noble Vysochanski. Entre 1780 y 1940 vivió aquí una cantidad destacable de alemanes. Adquirió estatus urbano en 1981. El asentamiento alberga numerosas casas de madera construidas según la arquitectura tradicional de los boikos.
Se ubica unos 5 km al suroeste de la capital distrital Turka.